# Арцберг (Штирия)
Арцберг (нем. Arzberg (Steiermark)) — коммуна (нем. Gemeinde) в Австрии, в федеральной земле Штирия.
Входит в состав округа Вайц.  Население составляет 596 человек (на 31 декабря 2001 года). Занимает площадь 15 км². Официальный код  —  61703.

## Политическая ситуация
Бургомистр коммуны — Франц Каппмайер (АНП) по результатам выборов 2005 года.
Совет представителей коммуны (нем. Gemeinderat) состоит из 9 мест.
- АНП занимает 6 мест.
- СДПА занимает 3 места.